# Импресионизъм
Импресионизмът е течение в изобразителното изкуство, което се заражда в края на 19 век от група парижки художници. Техните независими изложби им донасят известност през 70-те и 80-те години на века, въпреки силната опозиция от утвърдените академични художници. Името на движението произлиза от творбата на Клод Моне „Импресия, Изгряващо слънце“ („Impression, Soleil Levant“), по повод на която Луи Льороа (гравьор, художник и утвърдил се драматург) пише силно критична статия във вестник „Ле Шаривари“, озаглавена „Изложбата на импресионистите“. Художниците не харесват това определение, съдържащо подигравка. Самите те предпочитат да се наричат „независими“.
Импресионистичните картини се характеризират със сравнително малки и тънки, но все пак видими удари с четката, отворена композиция и ударение върху точното изобразяване на светлината в различни състояния (често се набляга върху ефекта на изтеклото време). Засягат се ежедневни теми, движението присъства като ключов елемент на човешкото възприятие и се използват нестандартни гледни точки. Развитието на Импресионизма в изобразителното изкуство скоро води до зараждане на аналогични стилове в музиката и литературата.

## Общ преглед
Радикали на своето време, импресионистите нарушават правилата на академичното рисуване. Следвайки примера на Дьолакроа и Търнър, те конструират картините си със свободно избрани цветове, които имат предимство пред линията и контура. Освен това импресионистите рисуват реалистични сцени от съвременния живот и често рисуват на открито. Предходните натюрморти и портрети, както и пейзажите обикновено са рисувани в студио. Импресионистите откриват, че могат да уловят моментни и неустойчиви ефекти на светлината рисувайки пленер. Така те рисуват преди всичко визуални ефекти, а не детайли и използват кратки начупени удари с четка със смесени или изобщо несмесвани цветове (а не слабо смесени или замъглени както е било прието), за да постигнат ефект на наситено цветово трептене.
Френският импресионизъм назрява в същото време, в което много други творци, включително италианските Макейоли и американецът Уинслоу Хомър, също изучават рисуването пленер. Импресионистите обаче развиват нова техника, която е специфична за тях. Обхващайки това, което привържениците му смятат за различен поглед върху нещата, Импресионизмът е изкуство на непосредствеността и движението, на естествени пози и композиции, на играта на светлината, показана с разнообразни светли тонове.
Импресионистите пресъздават това, което окото действително вижда, а не очертаните детайли на предмета.
Първоначално враждебна, публиката постепенно осъзнава, че импресионистите са уловили нова и оригинална идея, въпреки че критиците и учрежденията не признават новия стил. Импресионизмът вдъхва живот на различни художествени стилове:неоимпресионизъм, постимпресионизъм, фовизъм и кубизъм.

## Начало
В средата на XIX век (време на промяна за Франция: Наполеон III прави преустройства в Париж и води военни кампании) френската Академия за изящни изкуства пази традицията и налага стандартите във френското изкуство. Ценят се историческата и религиозната живопис и портретното изкуство, но не и пейзажът и натюрмортът. Предпочитат се тъмният колорит и фините образи, които изглеждат реалистични, погледнати отблизо. Академията насърчава художниците да премахнат всички следи от „замахване с четката“.
Веднъж годишно се провежда събрание на т.нар. Парижки салон, на което творбите на кандидатите се оценяват от жури, съставено от художници академици. Приетите произведения се разглеждат повторно от същите академици и се присъждат медали от първа, втора или трета степен на част от творбите. Оценките се дават по стандартите на Академията, олицетворявани най-добре от творбите на Жан-Леон Жером и Александър Кабанел. Един художник от онази епоха може да направи кариера, като участва в Парижкия салон, спечели одобрението на журито и медал. Следва откупуване на творбата му от държавата и поръчки от страна на аристократи и заможни буржоа. Художник, решил да следва собствени художествени търсения, е обречен на провал. Редица млади художници са редовно отхвърляни от журито, а ако творбите им са приемани, то към тях се отнасят с презрение.
Някои от по-младите художници рисуват в по-светъл маниер от художниците от предходното поколение. По този начин се развива реализмът на Гюстав Курбе и на Барбизонската школа. Те се интересуват повече от рисуване на пейзажи и съвременния живот, отколкото от пресъздаване на исторически и митологични сцени. Група млади реалисти — Клод Моне, Пиер-Огюст Реноар, Алфред Сисле и Фредерик Базил (ученици на Шарл Глейр) — се сприятеляват и често рисуват заедно. Събират се в кафене „Гербоа“, където дискусиите се водят най-често от Едуар Мане, на когото останалите дълбоко се възхищават. Към тях скоро се присъединяват Камий Писаро, Пол Сезан и Арман Гийомен.
През 60-те години на XIX век журито на Парижкия салон по неписано правило отхвърля около половината от представените творби на Моне и неговите приятели и приема картините на художници, които са верни на утвърдения стил. През 1863 г. журито отхвърля „Закуска на тревата“ от Мане, главно защото изобразява голи жени с двама облечени мъже на пикник. Според критиците гола жена може да се изобрази в исторически и алегорични творби, но никога в обикновена обстановка. Отхвърлянето на картината ужасява почитателите на Мане, а необичайно големият брой отхвърлени картини тази година води до масово недоволство. След като император Наполеон III вижда отхвърлените през 1863 г. творби, той постановява преценката на картините да се прави от публиката и организира Салон на отхвърлените. Въпреки че много от зрителите идват само за да се подиграват, Салонът на отхвърлените насочва вниманието към съществуващата нова тенденция в изкуството и привлича повече посетители от редовния Парижки салон.
Не успяват исканията на художниците за нов Салон на отхвърлените през 1867 и 1872 г. В края на 1873 г. Моне, Реноар, Писаро и Сисле създават Кооперативна и анонимна асоциация на художници, скулптори и гравьори. Там излагат творбите си самостоятелно. От членовете на организацията, които скоро включват и Сезан, Берта Моризо и Едгар Дега, се очаква да се откажат от Парижкия салон. Организаторите канят редица прогресивни художници да вземат участие във встъпителната изложба. Сред тях е Йожен Буден, от когото Моне преди години взима пример за рисуване пленер. Друг художник, оказал голямо влияние върху Моне — Йохан Йонгкинг, отказва да участва, както и Мане. Общо тридесет артисти участват в първата изложба, проведена през април 1874 г. в студиото на фотографа Надар.
Отзивите са смесени. Моне и Сезан получават най-злобни атаки. Критикът и хуморист Луи Льороа пише саркастична статия, в която нарича художниците „импресионисти“ по името на картината на Моне „Импресия, изгряващо слънце“, откъдето идва и името на движението. Терминът става популярен в обществото. Художниците като цяло го възприемат, въпреки че всъщност те са разнообразна група както по стил, така и по темперамент, обединена основно от бунтарския си дух. Импресионистите организират общо осем изложби между 1874 и 1886 г. с различни участници. Скоро импресионистичният стил със своите спонтанни удари с четката става синоним на модерен живот.
Моне, Сисле, Морисо и Писаро могат да бъдат смятани за най-чисти импресионисти заради постоянното търсене на изкуство, основано на спонтанност, светлина и цвят. Дега отхвърля голяма част от тези търсения и вярва в преимуществото на рисунъка пред цвета, омаловажава рисуването на открито. Реноар се отделя от импресионистите за определен период през 80-те години на XIX век и никога не се завръща напълно към идеите им. Едуар Мане, въпреки че е смятан за водач на импресионистите, никога не изоставя свободната си употреба на черна боя и не участва в импресионистични изложби. Той продължава да излага творбите си в Парижкия салон, където неговият „Испански певец“ печели медал втори клас през 1861 г. Мане подтиква останалите да следват неговия пример, като твърди, че „Салонът е истинското бойно поле“, на което може да се гради репутация.
От артистите от основната група (с изключение на Базил, който загива във Френско-пруската война) дезертира също и Сезан, последван по-късно от Реноар, Сисле и Моне и не излагат на салоните на групата, а предлагат творбите си на официалния Салон. Разногласията са предизвикани от проблеми като например членството в групата на Гийомен, покровителстван от Писаро и Сезан, срещу Моне и Дега, които го мислят за недостоен. Дега кани Мари Касат да изложи свои картини на изложбата през 1879, но настоява и на включването на Жан-Франсоа Рафаели, Людовиг Лепик и други реалисти, които не следват импресионистичните практики. Това е причината през 1880 Моне да обвини импресионистите, че „отварят вратите за първите цапачи“. Групата се разделя и по въпроса дали да поканят Пол Синяк и Жорж Сьора на изложбата през 1886. Писаро е единственият участвал и в осемте салона на импресионистите.
Отделните импресионисти не получават големи финансови облаги от изложбите, но изкуството им спечелва одобрението и подкрепата на публиката. За налагането му немалка роля изиграват търговците на художествени произведения Дюран-Рюел, Амброаз Волар и Тео ван Гог. Дюран-Руел организира изложби на импресионистите в Лондон и Ню Йорк. Въпреки че Сисле умира в мизерия през 1899, Реноар има голям успех в Салона през 1879. Моне става стабилен финансово в началото на 80-те години, а Писаро в началото на 90-те. По това време методите на импресионистичната живопис в пригодена форма заемат основно място в изкуството на Салона.

## Техника
Младите художници импресионисти изграждат своите творби в ярки, светли тонове за разлика от поколенията преди тях. Те следват романтичния подход на Йожен Дьолакроа, лидера на реалистите Гюстав Курбе и на майсторите от Барбизонската школа: Теодор Русо, Жан Франсоа Миле, Уинслоу Хомър и други. Импресионистите научават много и от творбите на Камий Коро и Йожен Буден, който рисува под открито небе, в стил близък до импресионистичния и който ще се сприятели и ще напътства младите художници.
Многобройни отличими техники и работни навици са допринесли за иновативния стил на импресионистите. Въпреки че тези методи са били известни и на предходните художници (и често са очевидни в творби на Франс Халс, Диего Веласкес, Рубенс, Джон Констабъл и Джоузеф Търнър) импресионистите са първите, които ги използват заедно и при това толкова добре съгласувани. Тези техники включват:
- Къси и дебели мазки, които бързо улавят същността на предмета, а не неговите детайли. Боята често се нанася импасто.
- Боите се налагат една до друга с възможно най-малко смесване. Оптичното им смесване става в окото на зрителя.
- Сивите и тъмните цветове се получават чрез смесване на допълнителните цветове. „Чистият“ импресионизъм избягва употребата на черна боя.
- Използва се техниката ала прима, при която върху незасъхнала боя се нанася нова боя, което създава по-меки ъгли и сливане на цветове.

Вместо нимфи, фавни и богове в платната им се появяват техни съвременници: парижки буржоа на разходка, работници, посетители на питейни заведения, перачки, селяни. Тайнствените лесове са заменени с Парижките булеварди, околностите на Сена и фабричните комини. Убитият кафеникав колорит е изместен от ярки чисти цветове, нанесени на ситни мазки, често с пастелни бои. Композицията е изчистена, не рядко с изместен център (особено у Дега), което нарушава академичните предписания. Стремежът е да се уловят трептенията на въздуха в лятната жега, прозиращите през мъглата сгради и мостове, отблясъците на уличните фенери нощем. Целта е да се скрепи непосредственото впечатление (импресия) от обектите и да се запечата на платното. Импресионизмът е изкуството да се излъже окото – да види сенките, като се използват допълнителни цветове и така се увеличи контрастът, без да се използват черни сенки и бяла светлина.